# Dentobunus pulcer
Dentobunus pulcer is een hooiwagen uit de familie Sclerosomatidae.